# Renate Künast

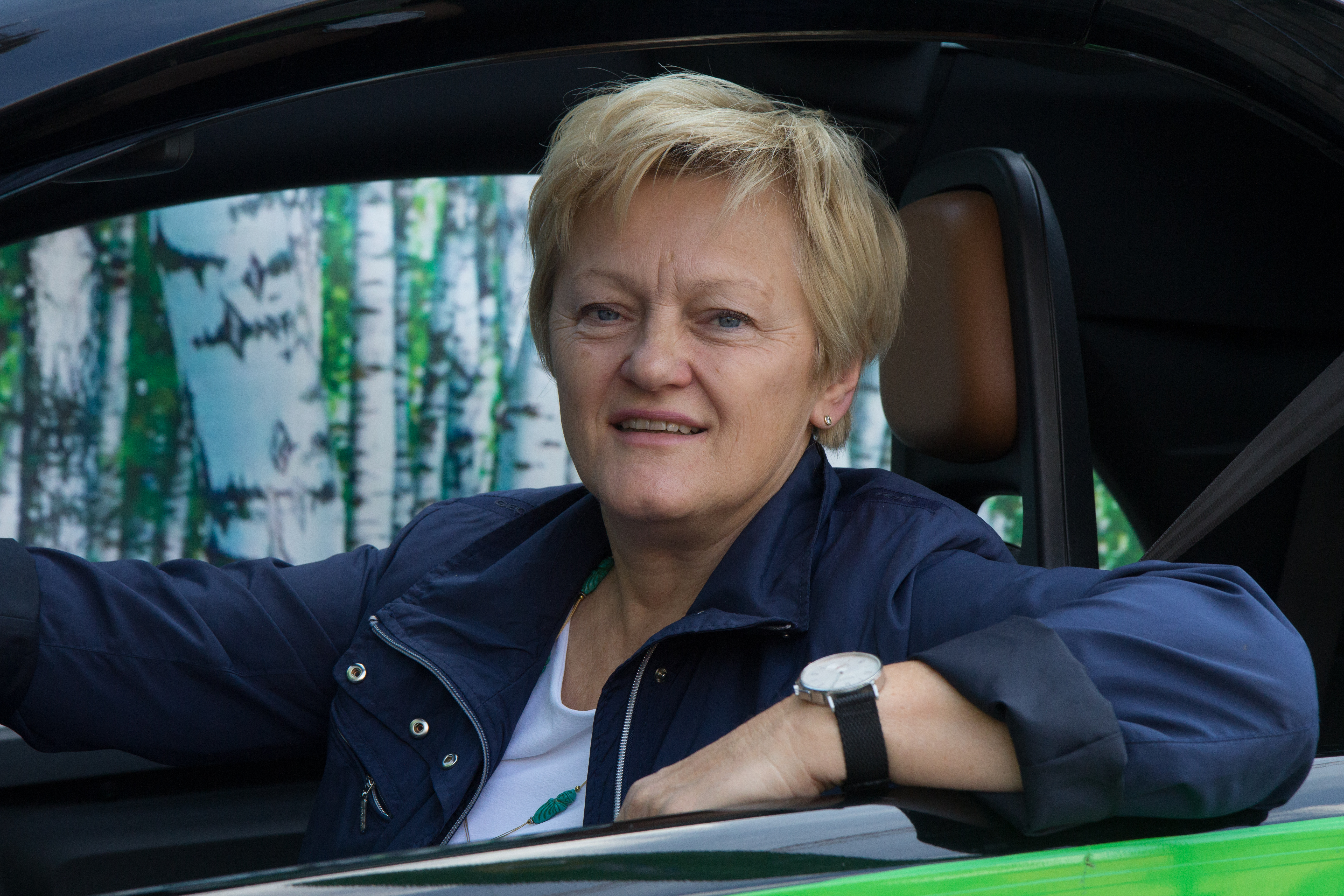
Renate Künast in Berlijn in 2017

Renate Elly Künast (Recklinghausen, 15 december 1955) is een Duits politica voor Bündnis 90/Die Grünen, waarvan ze een van twee fractievoorzitters was.

## Carrière
Künast studeerde van 1973 tot 1976 sociaal werk aan de Fachhochschule Düsseldorf, en werkte van 1977 tot 1979 als sociaal werkster in de gevangenis van Berlin-Tegel. Vervolgens ging ze rechten studeren aan de Freie Universität Berlin, en studeerde in 1985 als advocate af. Ze was reeds in 1979 lid van de Alternative Liste geworden, die later in de ecologische partij opging. Van 2000 tot 2001 was ze, tezamen met Fritz Kuhn, voorzitster van Bündnis 90/Die Grünen, en zij behoort nog steeds tot de partijraad.
Ze zetelde zowel van 1985 tot 1987 als van 1989 tot 2000 in het Abgeordnetenhaus von Berlin, waar ze tussen 1989 en 1993, alsook tussen 1993 en 1998, fractievoorzitster was. In 2002 werd ze in de Bondsdag verkozen, en is er sedert 18 oktober 2005, met Kuhn, fractievoorzitster van de Groenen. Op 6 oktober 2009 werd ze met 79,1 procent van de stemmen herverkozen, haar medevoorzitter Jürgen Trittin kreeg 91 procent. Samen met Trittin was ze ook hoofdkandidaat in de campagne.
In de regeringen van Gerhard Schröder was ze van 12 januari 2001 tot 4 oktober 2005 Minister van consumentenbescherming, voeding en landbouw. Zij was degene die de naam van het gewezen Ministerie van Landbouw liet wijzigen, zodat ook het domein van de consumentenbescherming erin opgenomen werd, nadat de ministers Karl-Heinz Funke en Andrea Fischer naar aanleiding van een BSE-schandaal afgetreden waren. In 2005 eindigde Künasts ambtstermijn, nadat de rood-groene regering de verkiezingen verloren had.
Renate Künast is lid van de Humanistische Union.

## Publicaties
- 1987 Der Mordfall Schmücker und der Verfassungs„schutz“. Dokumentation seit dem 29. September 1986, vorgelegt von Renate Künast (MdA), Februar 1987. Alternative Liste für Demokratie und Umweltschutz, Fraktion des Abgeordnetenhauses von Berlin.
- 2002 Klasse statt Masse. Die Erde schätzen, den Verbraucher schützen
- 2004 Die Dickmacher. Warum die Deutschen immer fetter werden und was wir dagegen tun müssen